# Аеродром Краснодар
Међународни аеродром Краснодар-Пашковски (рус. Международный аэропорт Краснодар-Пашковский) је међународни аеродром града Краснодара, смештен 12 km источно од њега. То је велика ваздушна лука за Русију, која је 2018. године имала промет од близу 4,2 милиона путника.